# Floks Drummonda

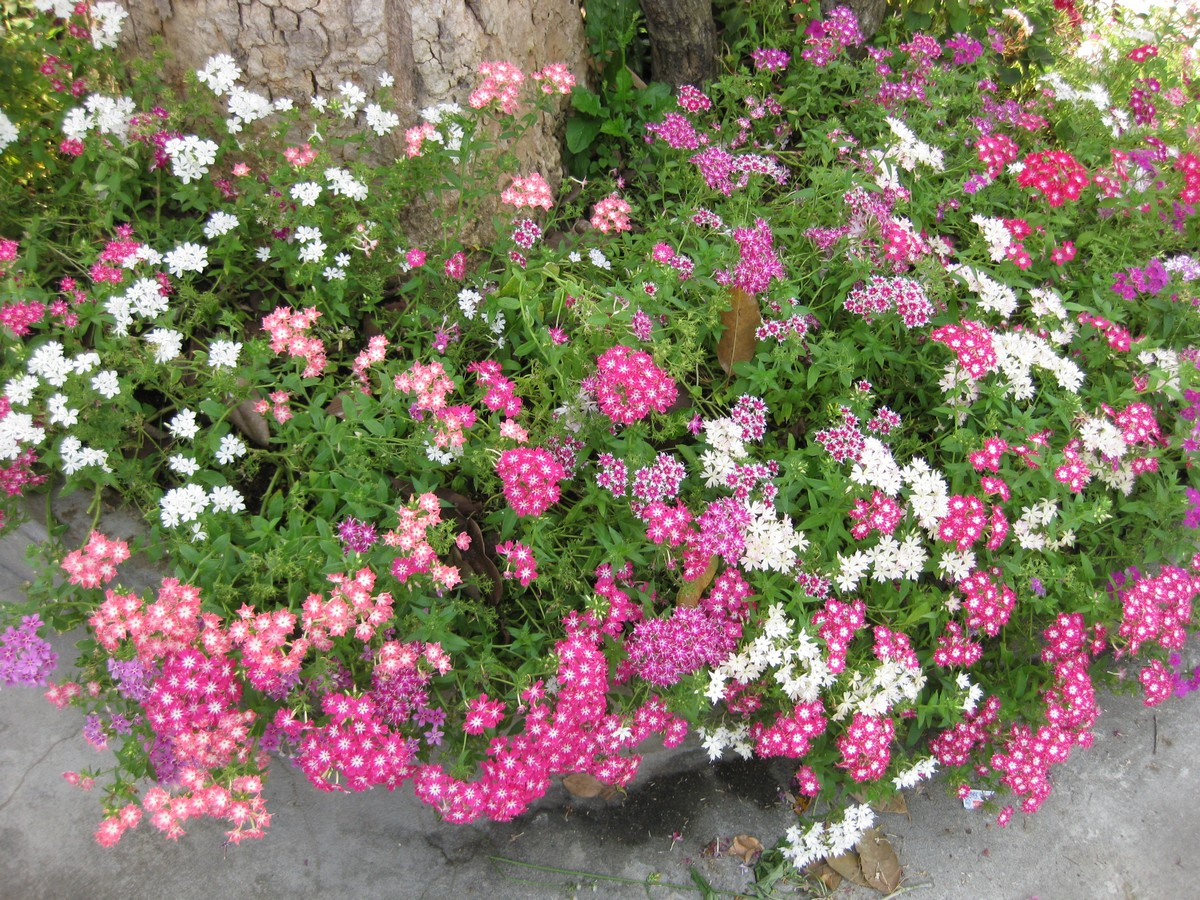
Floks Drummonda

Floks Drummonda, płomyk Drummona (Phlox drummondii) – gatunek rośliny z rodziny wielosiłowatych. Pochodzi z Ameryki Północnej, głównie z Teksasu i Meksyku, gdzie jest popularną rośliną ozdobną. Jest uprawiany w licznych krajach jako roślina ozdobna.

## Morfologia
PokrójRoślina dorasta do wysokości 40 cm.
ŁodygaRozgałęziona i owłosiona.
LiścieLancetowate lub owalnolancetowate.
KwiatTypowa forma gatunku zakwita w kolorze czerwonym kwiatami zebranymi w wierzchotki. Odmiany ozdobne mają kwiaty również w innych kolorach: białym, różowym, fioletowym i w różnych odcieniach tych kolorów, u niektórych są kwiaty z oczkiem lub odmiennego koloru plamą wewnątrz korony. Kwitnie od końca czerwca do jesiennych przymrozków.
OwocTorebka z szarobrązowymi, chropowatymi nasionami.

## Odmiany
Liczne odmiany ogrodnicy dzielą na 3 grupy:
- 'Gigantea' – o wysokości 40–60 cm
- 'Grandiflora' – o wysokości do 30 cm
- 'Nana compacta' – o wysokości 15–20 cm.
- 'Sternenzauber' (synonim 'Twinkle') o gwiazdkowatych, zaostrzonych płatkach

## Zastosowanie
W Polsce floks Drummonda jest uprawiany jako ozdobna roślina jednoroczna. Nadaje się głównie do tworzenia grup kwiatowych na kwietnikach i rabatach, czasami sadzi się go też w pojemnikach i skrzynkach balkonowych na balkonach, w altanach. Na rabatach zazwyczaj uprawia się go w większych grupach. Różowe floksy dobrze komponują się z białą lobularią nadmorską lub cytrynowożółtą aksamitką, czerwone zaś z pomarańczowymi aksamitkami lub fioletowym żeniszkiem meksykańskim. Jest uprawiany również na kwiat cięty.

## Uprawa
- Wymagania. Najlepiej rośnie na przepuszczalnej, lekkiej, żyznej i stale wilgotnej glebie. Najlepsze jest stanowisko słoneczne, ale może rosnąć także w półcieniu.
- Sposób uprawy. Uprawia się z nasion, które w marcu wysiewa się do inspektu lub w ogrzewanym i oświetlonym pomieszczeniu. Wysadza się na stałe miejsce po 15 maja. Można też wysiewać w kwietniu bezpośrednio w ogrodzie (młode sadzonki są odporne na wiosenne przymrozki). W ciągu lata należy 3–4 razy zasilić rozcieńczonymi nawozami mineralnymi. W czasie suszy należy podlewać.